# Вопец
Вопе́ц — река в Сафоновском и Дорогобужском районе Смоленской области. Исток у д. Кузьмино Сафоновского района. Правый приток Днепра. Устье в Дорогобужском районе. Правые притоки: Сбойня, Бердняковка, Ольшанка, Берёзовка, Кримянка, Каменка, Величка, Гузка, Копачевская, Шустовка. Левые притоки: Вороненка, Погореловка, Ржава, Быстренка, Зерна.
Название произошло от древнебалтийского апе — вода, река и древнерусского суффикса ец — малый.
В нижнем течении ширина реки 5-7 м, глубина около 2 м. Берега крутые высотой 3-4 м, заросшие лозой.
Основные притоки: слева — Погореловка, Ржава, справа — Сбойня, Берёзовка
Наряду с рекой Вязьма считается самой грязной рекой Смоленской области, что обусловлено обширными стоками промышленности и ЖКХ г. Сафоново, по которому протекает.